# کرکس شاهی
کرکس شاهی (نام علمی: Sarcoramphus papa)، نام پرنده‌ای جدید از تیرۀ کرکس‌های جهان جدید است.